# Cypripedium subtropicum
Cypripedium subtropicum ist eine Pflanzenart aus der Gattung Cypripedium in der Familie der Orchideen (Orchidaceae). Sie stammt aus dem Südwesten Chinas und ist mit 1,5 Meter Höhe die größte Cypripedium-Art.

## Merkmale
Cypripedium subtropicum ist eine ausdauernde Pflanze mit einem kurzen Rhizom, die Wuchshöhen bis zu 1,5 Meter erreicht. Die fleischigen Wurzeln haben einen Durchmesser von 2 bis 3 Millimeter. Der Stängel ist behaart. Am Grund wird er von fünf bis sechs Niederblättern umhüllt, die untersten drei bis vier sind kahl und messen 3,5 bis 9 Zentimeter, nach oben zu werden die Niederblätter größer (10 bis 13 Zentimeter) und weisen behaarte Blattadern auf. Über den Niederblättern folgen neun bis zehn Laubblätter. Diese sind elliptisch-länglich bis breit lanzettlich, 21 bis 33 Zentimeter lang und 8 bis 10,5 Zentimeter breit. Die Oberseite ist kahl, auf der Unterseite weisen die Blattadern Haare auf, der Blattrand ist etwas bewimpert. Die Blätter enden lang zugespitzt, an der Basis verschmälern sie sich in einen 1 bis 2 Zentimeter langen Stiel, der ohne Trenngewebe am Stängel sitzt.
Über den Blättern setzt sich die Sprossachse als traubiger Blütenstand fort. Der Blütenstandsstiel misst etwa 20 Zentimeter, der mit bis zu sieben Blüten besetzte Teil der Blütenstandsachse misst weitere 15 Zentimeter. Die Tragblätter sind schmal lanzettlich, 1 bis 3 Zentimeter lang, 0,2 bis 0,3 Zentimeter breit und nach unten zurückgeschlagen. Blütenstiel und Fruchtknoten messen zusammen 4,5 Zentimeter. Blütenstandsachse, Tragblätter, Blütenstiel und Fruchtknoten sind rotbraun behaart. Die Blüten sind gelb, die Blütenblätter sind auf der Außenseite ebenfalls rotbraun behaart. Das obere Sepal ist eiförmig-elliptisch und misst 3,5 bis 4 Zentimeter Länge bei 2 bis 2,5 Zentimeter Breite, die beiden seitlichen Sepalen sind zu einem Synsepal verwachsenen, dieses ist etwas breiter als das dorsale Sepal. Die seitlichen Petalen sind kürzer und schmaler. Die Lippe ist rot gepunktet, die Ränder um die längliche Öffnung sind nach innen geschlagen. Das Staminodium ist zungenförmig und endet stumpf, an der Basis ist es kurz gestielt.
Blütezeit ist im Juli.

## Vorkommen
Cypripedium subtropicum wurde erstmals 1980 im Kreis Mêdog im Südosten Tibets gefunden. Es wächst dort in Höhenlagen von 1400 Metern in Erlenwäldern. Das Verbreitungsgebiet reicht vom südöstlichen Tibet bis zum südlichen Yunnan und zum nördlichen Vietnam.

## Belege
- Cheng Sing-Chi, Lang Kai-Yong: Cypripedium subtropicum, a New Species Related to Selenipedilum. In: Acta Phytotaxonomica Sinica. Band 24, Nr. 4. Beijing 1986, S. 317–322 (plantsystematics.com [PDF]).
- Xinqi Chen, Phillip James Cribb: Cypripedium subtropicum. In: Wu Zheng-yi, Peter H. Raven, Deyuan Hong (Hrsg.): Flora of China. Volume 25: Orchidaceae. Science Press / Missouri Botanical Garden Press, Beijing / St. Louis 2009, ISBN 978-1-930723-90-0, S. 24 (englisch). online.